# حديقة شمال شرق جرينلاند الوطنية

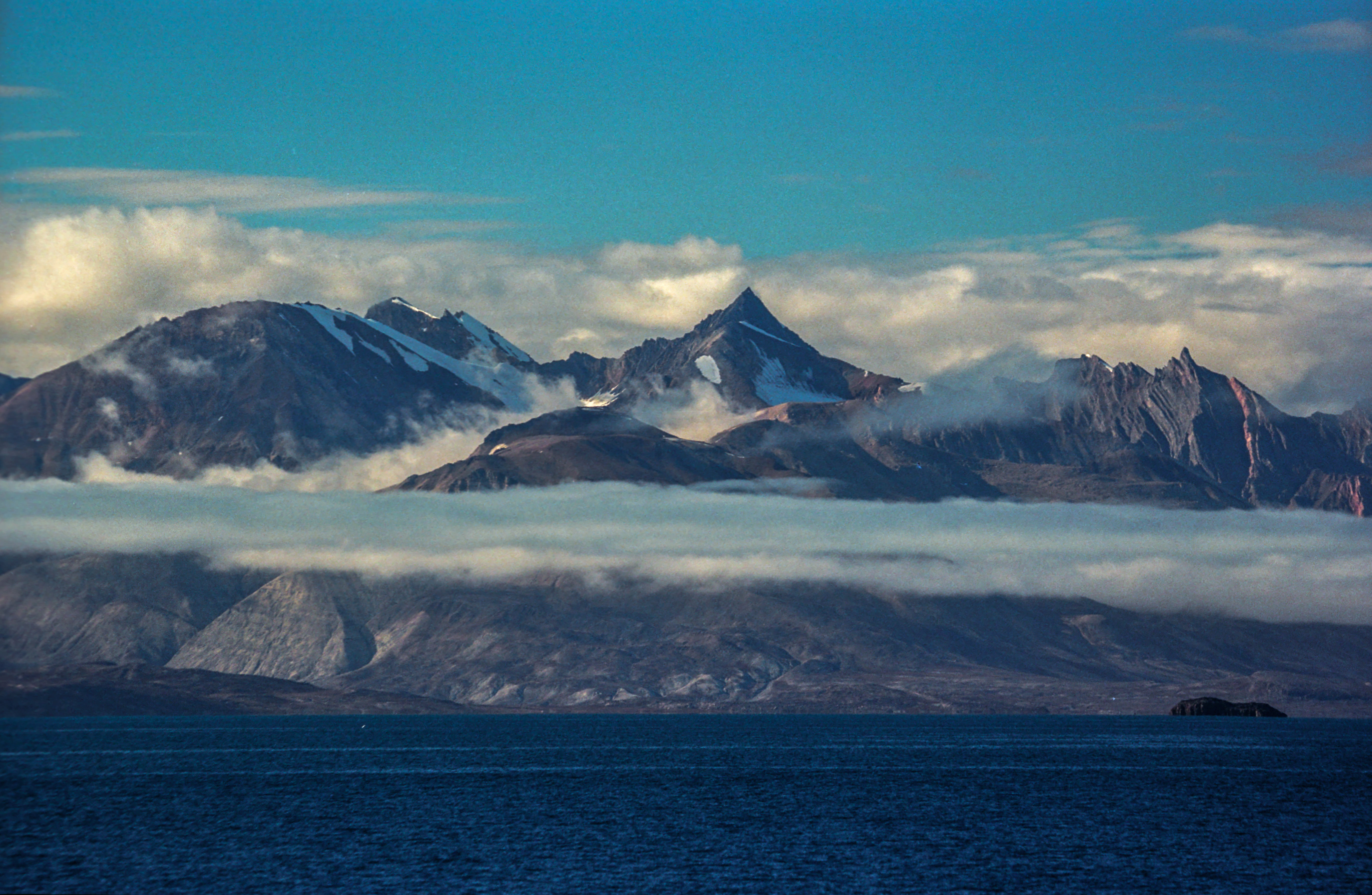
خل فرانس جوزيف في حديقة جرينلاند

حديقة شمال شرق جرينلاند الوطنية (بالإنجليزية: Northeast Greenland National Park)‏ هي الحديقة الوطنية الوحيدة في جرينلاند وهي أكبر حديقة وطنية في العالم، حيث تبلغ مساحتها 972,000 كيلومتر مربع (375,000 ميل مربع)، وهذه المساحة تجعل الحديقة أكبر من 163 بلداً. وهي تعتبر أقرب حديقة وطنية من قطب الأرض الشمالي. الحديقة تشمل كل الساحل الشمالي الشرقي لجرينلاند ومناطقه الداخلية. تشرف عليها وزارة البيئة والطبيعة في جرينلاند.

## جغرافيا
الحديقة تمتلك حدود مشتركة تمتد طويلا مع مقاطعة سيمرسوك في الجنوب ومع مقاطعة كاسويتسوب في الغرب، أغلب مساحة الحديقة مغطاة بالجليد الدائم إلا أنه يوجد جزء كبير غير مغطى في الجليد على طول الساحل الشمالي للحديقة (أرض البياري).

## التاريخ
تم إنشاء الحديقة في 22 مايو 1974 وتم توسيعها إلى مساحتها الحالية في عام 1988.

## السكان
تقريبا لا يوجد أي سكان في الحديقة عدا عن البعثات والمجموعات العلمية والقواعد العسكرية، عمومًا لا يوجد إلا حوالي 31 شخص و 110 كلب تنقل. ولكن عدد الوافدين يرتفع خلال الصيف وأغلبهم علماء وباحثون.

## الحيوانات
يتواجد في الحديقة حوالي 15.000 من حيوان ثور المسك وهي بذلك تحتوي على 40% من مجموع عدد هذا الحيوان في العالم، تتواجد أيضا حيوانات أخرى مثل الدببة القطبية، الرنة وبعض الأنواع من الطيور.